# مانويل دا سيلفا كوستا
مانويل دا سيلفا كوستا (بالبرتغالية: Manoel da Silva Costa‏) هو لاعب كرة قدم برازيلي في مركز الهجوم، ولد في 14 فبراير 1953 في أوروغوايانا في البرازيل. لعب مع نادي إنترناسيونال.

## وصلات خارجية
- مانويل دا سيلفا كوستا على موقع قاعدة بيانات كرة القدم.إي يو (الإنجليزية)
- مانويل دا سيلفا كوستا على موقع أوليمبيديا (الإنجليزية)